# Will Clapp
William Bennett Clapp (Nueva Orleans, Luisiana, 10 de diciembre de 1995) más conocido como Will Clapp, es un jugador profesional estadounidense de fútbol americano que se desempeña en la posición de center en Los Angeles Chargers, equipo de la National Football League (NFL).

## Carrera
Fue seleccionado en la séptima ronda en la Reunión Anual de Selección de Jugadores de la NFL de 2018. Hizo su debut profesional con el equipo New Orleans Saints, en el cual jugó cuatro temporadas (2018-2022), luego pasó a Los Angeles Chargers, donde lleva jugando dos temporadas.